# Toma Nádasdy
Toma Nádasdy odnosno Tomo Nádasdy, u izvorima često Nadaždi (mađ. Tamás I Nádasdy, nje. Thomas III. Nádasdy), bio je hrvatsko-slavonsko-dalmatinski ban i ugarski palatin. Puno ime mu je bilo Tomo Nádasdy od Nádasda i Fogarasfölda.

## Obitelj
Iz plemićke je obitelji Nádasdy. Otac mu je bio Franjo I. Nádasdy (Ferenc Nádasdy ) a mati Franjina druga supruga Uršula Véssey de Vésse (Orsolya Véssey de Vésse). 
Imao je dvije supruge: Uršulu Therjék Szenterzsébetsku i poslije Uršulu Kanižaj. Djeca su mu bila sinovi Ladislav, Martin i Franjo.

## Politički život
Od 1527. je godine Hrvatsku i Ugarsku tresao građanski rat između pristaša Ferdinanda Habsburgovca i Ivana Zapolje. Okončao je 1530. godine.
U Hrvatskoj je u kolovozu 1531. umro ban Ivan Karlović. U Hrvatskoj su tada bile dvije struje nakon smrti bana Ivana Karlovića i otkad se drugi ban Franjo Baćani izgleda odrekao banske časti. U Kraljevini Hrvatskoj na čelu je bio kninski biskup Andrija Tuškanić kojem je kralj povjerio zamijeniti bana (današnji "vršitelj dužnosti") dok se ne imenuje novog. Staležima je kralj pak naredio pokoravati se biskupu. Na taj je način kralj stvorio dužnost banskog namjesnika, dužnost koja nije postojala u hrvatskoj tradiciji. U Slavoniji je na čelu pravim banom Ivana Zapolje bio Šimun od Erdeda. Kao treća stranka pojavila se skupina koja je trebala utrti put sporazumu i miru u Hrvatsko-Ugarskoj. Čelni je bio Toma Nadaždi, a u njoj su bili pečuški biskup Šuljok, Stjepan Majlath, Valentin Turak, Ivan Salaj i Pavao Bakić. Oni su se sastali u 1. studenoga 1531. u Zakonu i dogovorili sazvati sabor za 1. siječnja 1532. u Keneseu kod Blatnog jezera. Na tom se saboru trebalo vijećati o boljitku države (de permansione et bono huius oppressi regni') bez obzira na obojicu protukraljeva.
Zapolja je zabranio Nadaždiju i svojim pristašama otići na taj sabor. Ivan Salaj i Stjepan Majlath su obavijestili Ferdinanda Hasburgovca o tom saboru te ga potakli shvatiti taj sabor kao nešto što mu je u korist, pa je tako pozvao svoje odanike otići na taj sabor u što većem broju, da bi stvorili većinu i spriječili donošenje njemu nepovoljnih odluka i privukli na njegovu stranu nekog od Zapoljinih pristaša. Sabor se održao uz svu silu sudionika, a obilježila su ga prigovaranja, jadikovke, prijetnje, nezadovoljstva, opomene i dr. Sazvan bi novi sabor u Berenhidi za 12. ožujka iste 1532. godine, no Treći Sulejmanov pohod na Ugarsku i Beč ih je doveo u okrutnu zbilju.
Nadaždi nije reagirao na demografsko-migracijske-ekonomske posljedice osmanskih udara. Svojim nereagiranjem zaslužan je što je veliki broj Hrvata iselio u Ugarsku. Tomu je pridonijelo i bezvlađe u Kraljevini Hrvatskoj i Slavoniji koje je potrajalo od 1532. do 1537. godine. Trag tih seoba su brojni Hrvati u Mađarskoj koji danas žive u njoj. Nakon što su Turci drugi put opsjedali Beč 1532., 1533. su Hrvati masovno iselili u Donju Austriju, Moravsku, Slovačku i zapadnu Ugarsku, jer su Turci na svojem putu do Beča poharali velike prostore, uključujući i dijelove Hrvatske preko koje su prešli. Hrvate se iselilo organizirano, a vršili su ga velikaši koji su imali posjede u odredištima iseljavanje, jer su tako spašavali podaničku radnu snagu iz područja koje su Turci pustošili, a obrana istih je bila bezizgledna, tim više što je područjima na koja su doseljavali radna snaga bila potrebna. Isto tako su u tim seobama sudjelovali feudalci čija su imanja opustošena 1529. i 1532. za velikih turskih pohoda na Beč. Kralj je porezno poticao ta iseljavanja, feudalci su slali ljude koji su vrbovali stanovnike na iseljavanje, a 1537. je kralj pomogao infrastrukturu na Muri i Dravi kojom bi se olakšalo odlazak Hrvata na posjede u Ugarskoj.
Nezadovoljni tom situacijom, sastao se hrvatski sabor u Topuskom rujna 1535. godine. Velikaši su sa sabora u Topuskom od rujna 1535. otvoreno poručili kralju "da se moraju s njime razići, ako ih namjerava pustiti u skrajnoj pogibelji. Neka im kralj izvoli vratiti povelju, što ju na cetinskom saboru dadoše punomoćnici kraljevi." Na istom su hrvatskom saboru prosvjedovali protiv prakse vlastele iz Ferdinandovih nasljednih zemalja koja je po svojim agentima mamila hrvatske kmetove, koji su se pak "bez broja" naseljavali u Kranjskoj, Koruškoj, Štajerskoj i Austriji.
Kralj Ferdinand uplašio da će Hrvati otpasti od njega. Stoga je Ferdinand obećao da će 1538. uz pomoć svog brata cara Karla V. voditi veliku vojnu protiv Osmanskog Carstva. Za početak smijenio je veleizdajničkog generala Ivana Kacijanera, a na mjesto njega imenovao je Nikolu Jurišića za generala svoje pomoćne vojske u Hrvatskoj. Napokon je i Hrvatima postavio bana, kojeg nisu imali od smrti Ivana Karlovića 1531. godine, nego samo banskog namjesnika, čiju je dužnost obnašao Petar Keglević do 11. srpnja 1535. kad je dao ostavku zbog neplaćanja, a i kraljevih obećanja da će bansku čast dati Ljudevitu Pekriju.
Tako je 9. prosinca 1537. kralj Ferdinand Hrvatskoj dao dvojicu banova: Petra Keglevića i Tomu Nadaždija. Oboje su bili 6. siječnja 1538. na saboru u Križevcu.
Ipak, čak je i sam hrvatski ban Toma Nadaždi, ignorirajući preporuku hrvatskog Sabora o zaustavljanju preseljavanja Hrvata, puštao odlazak Hrvata na posjede u Ugarskoj.
No, kralj nijednom od banova nije slao ni novce za plaću niti za uzdržavanje vojske. Dug je rastao, a u pismu Kegleviću je kralj svoje obećanje opet rastegao: obećao je Kegleviću da će mu dug isplatiti - kroz tri godine! Vrlo je vjerojatno da se kralj tako odnosio i prema Nadaždiju, jer je krajem 1539. Nadaždi se odrekao banskog položaja.
Tomo Nadaždi je sudjelovao u borbama protiv Turaka u južnoj Ugarskoj: zabilježeno je da je pokušao vratiti tvrđavu u Bobovcu nakon što ju je 1552.  turski vojskovođa Toigon Ozman za najezde na Južno Prekodunavlje.